# Armoiries de Košice
Les armoiries de Košice sont les armoiries de la ville de Košice et datent de 1369. Ce furent les premières à être attribuées à une ville d'Europe.

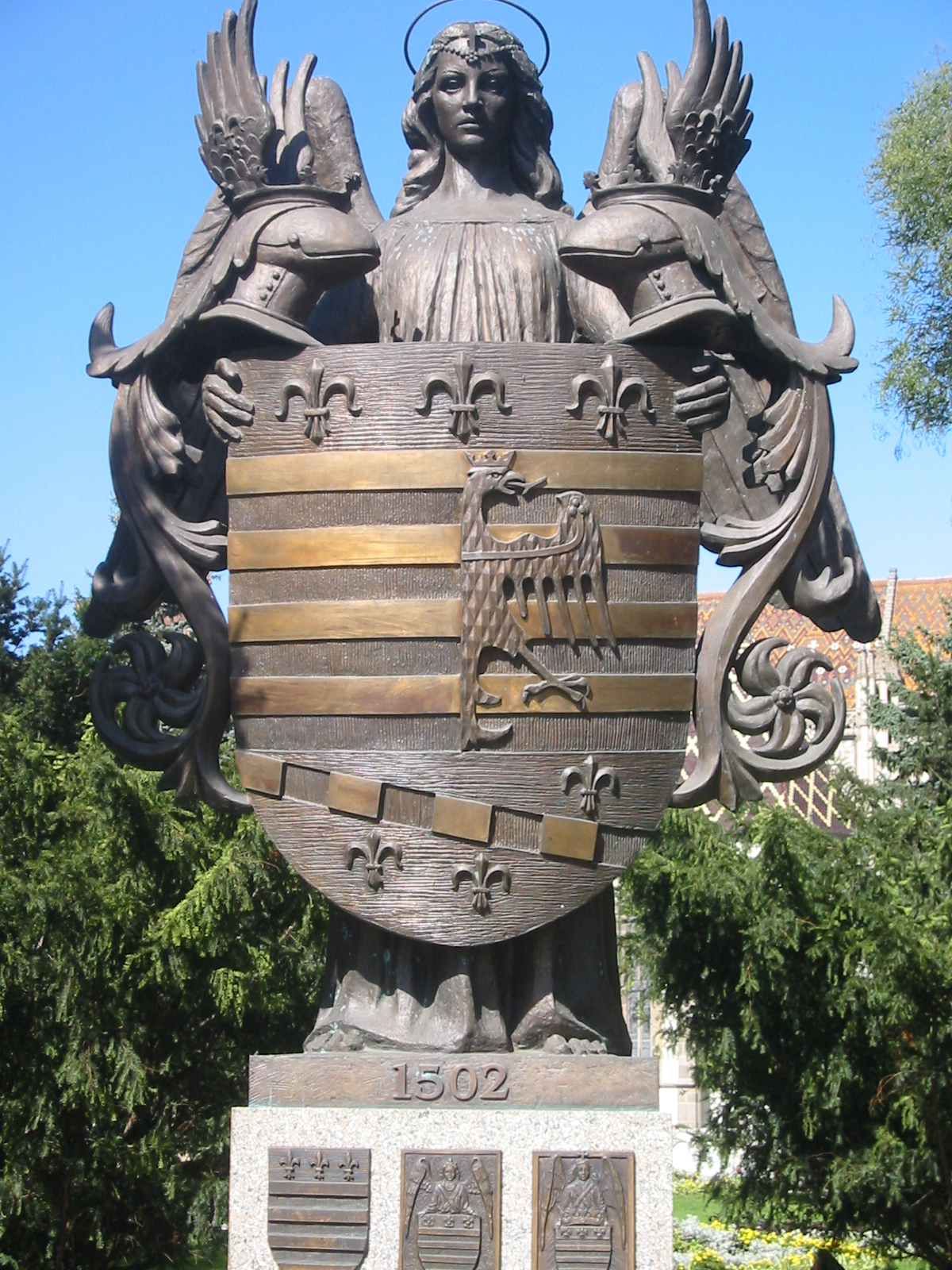
Monument représentant les armoiries de la ville du sculpteur Arpád Račko de 1999 dans le parc devant la cathédrale

## Histoire
Le 7 mars 1369, le roi Louis Ier de Hongrie conféra à Košice dans une bulle des armoiries qui deviendront les plus anciennes conférées à une ville. En 1423, le roi Sigismond Ier du Saint-Empire conféra à la ville ses deuxièmes armoiries et ses premiers privilèges en ajoutant au chef trois fleurs de lys. Les seconds privilèges furent accordés en 1453 par le roi Ladislas Ier de Bohême en y apposant une couronne d'or. Les troisièmes et derniers privilèges furent ceux du roi Vladislas IV de Bohême en 1502 qui compléta les armoiries en ajoutant dans la pointe les armes de son épouse Anne de Foix.

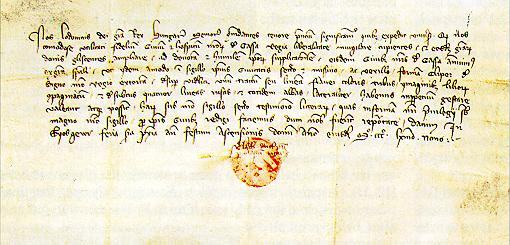
Première bulle de 1369 de Louis Ier de Hongrie.
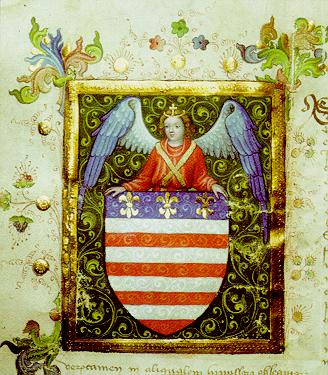
Miniature des armoiries de 1423 de Sigismond Ier du Saint-Empire.
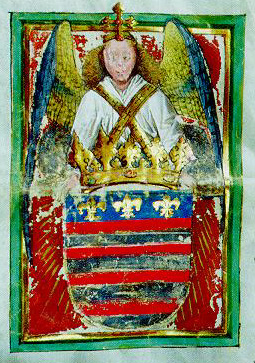
Miniature des armoiries de 1453 de Ladislas Ier de Bohême.
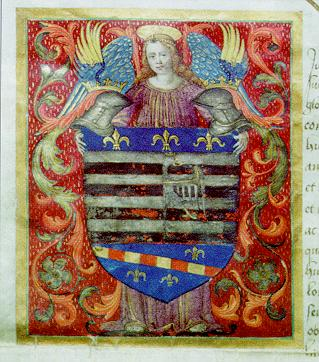
Miniature des armoiries de 1502 de Ladislas Ier de Bohême.

## Armoiries actuelles
Selon les règles en vigueur, elle doivent être représentées dans sa forme complète de 1502. Avant 1989, on ne représentait que le blason. Les armoiries sous leur forme de 1369 sont utilisées par le quartier de la Vieille Ville (Staré mesto).

## Blasonnement
Les armes de Košice se blasonnent ainsi : « Fascé de gueules et d'argent de huit pièce chargé d'un demi-aigle d'argent becquée, languée, membrée, liée et couronnée d’or dans la moitié senestre, au chef d'azur à trois fleurs de lis d'or et à la champagne d'azur à la bande componée d'or et de gueules de huit pièces ».
Les armes de Košice en 1369 et du quartier actuel de la Vieille Ville se blasonnent ainsi : « Fascé de gueules et d'argent de huit pièce, au chef d'azur à trois fleurs de lis d'or » construit de la manière suivante : « de Hongrie au chef de France ».

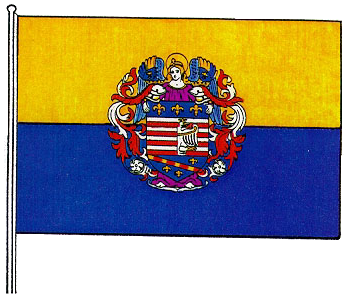
Drapeau de Košice
Les armes de Košice en 1369
Les armes du quartier actuel de la Vieille Ville